# Etelburga di Barking
Etelburga di Barking o Edilburga (in inglese Æthelburg o Ethelburga; VII secolo – 695) fu una monaca inglese che fu cofondatrice e badessa dell'abbazia di Barking. È venerata come santa dalla Chiesa cattolica e dalla Comunione anglicana.
Era sorella di san Earconvaldo, vescovo di Londra e fondatore con lei dell'abbazia di Barking.

## Biografia
La fonte principale d'informazioni su Etelburga è l'opera di Beda il Venerabile,  Historia ecclesiastica gentis Anglorum che narra la fondazione dell'Abbazia di Barking, i primi miracoli e la morte di Etelburga. Beda descrive Etelburga come «…retta nella vita e costantemente dedicata a soddisfare le necessità della sua comunità».
Un documento (Sawyer 1171), ritenuto autentico e redatto dal vescovo Earconvaldo durante il regno di Sebbi, re dell'Essex, registra la concessione di terre nell'Essex da certo Æthelred to Æthelburh e Barking. Esso è datato fra il 686 ed il 688. Alla sua morte Etelburga venne sepolta a Barking e subito venerata come santa. Le successe, come badessa di Barking, Ildelita, che era stata sua autrice e che sarà poi anch'essa nominata santa. 

## Culto
Il Martirologio antico inglese (Old English Martyrology), redatto nel IX secolo in inglese antico, narra di una monaca di Barking, che vide Etelburga trasportata in cielo con catene d'oro.
La memoria liturgica di santa Etelburga cade l'11 ottobre.
La chiesa di Santa Etelburga vergine a Bishopsgate nella City of London è a lei dedicata. Edificio medievale, sopravvisse al Grande Incendio del 1666 ed alla Battaglia d'Inghilterra (Blitz) del 1940/'41, ma venne danneggiata nel 1993 durante un attentato dell'IRA; restaurata, è attualmente un centro per la riconciliazione internazionale.